# Entoto
Entoto (ge'ez : እንጦጦ) est un sommet éthiopien situé au nord-est d'Addis-Abeba dans les montagnes d'Entoto.
Avant la fondation de la capitale, l'empereur Menelik II y fait construire un palais après son départ de la ville d'Ankober. On y trouve plusieurs monastères et églises, comme Sainte-Raguel et Sainte-Marie (Entoto Mariam), et le mont est considéré comme un lieu saint.
Recouvert d'une vaste forêt d'eucalyptus plantés sous les règnes de Menelik II et d'Haïlé Sélassié Ier, il est parfois surnommé le « poumon d'Addis Abeba ». Ces forêts ont longtemps été une source de bois de construction et, aujourd'hui encore, elles sont une source de bois de chauffage.

## Observatoire astronomique
L'Ethiopian Space Science Society y a installé un observatoire astronomique depuis 2013. Situé au sommet, à une altitude de 3 200 m, deux téléscopes de 1 000 mm y sont exploités,.